# Gertrude Jekyll
Gertrude Jekyll (29 de noviembre de 1843 - 8 de diciembre de 1932) fue una influyente jardinera, taxónoma, paisajista, artista y escritora inglesa. Creó y diseñó más de cuatrocientos jardines en el Reino Unido, Europa y Estados Unidos, y escribió más de mil artículos para Country Life magazine, The Garden y otras revistas especializadas. Jekyll ha sido descrita como "una primerísima influencia en el diseño de jardines" por entusiastas estadounidenses e ingleses de la jardinería.

## Primeros años
Jekyll nació en el edificio ubicado en 2 Grafton Street de Mayfair, Londres. Fue la quinta de los siete hijos del capitán Edward Joseph Hill Jekyll, un oficial de la Guardia de Granaderos, y de su esposa Julia Hammersley. Su hermano menor el reverendo Walter Jekyll, fue amigo de Robert Louis Stevenson, quien tomó el apellido de la familia para su famosa novela El extraño caso del doctor Jekyll y el señor Hyde. En 1848 su familia dejó Londres, mudándose a Bramley House, Surrey, donde pasó sus años formativos. Su talento artístico fue evidente desde niña estudiando e iniciando una carrera como pintora y acuarelista a la que tuvo que poner fin debido a problemas de visión. Nunca se casó ni tuvo hijos.

## Ideas centrales
Jekyll fue una destacada adscrita de una de las asociaciones más influyentes e históricas como la del Movimiento Arts & Crafts, gracias a su asociación con el arquitecto inglés, Sir Edwin Lutyens, para cuyos proyectos creó numerosos jardines. La colaboración con el arquitecto se inició cuando diseñó la casa de Jekyll Munstead Wood, cerca de Godalming en Surrey en 1896. En 1900, Lutyens y el hermano de Jekyll, Herbert diseñaron el Pabellón Británico para la Exposición Universal de París.
Jekyll es recordada por sus excepcionales diseños y el enfoque sutil y pictórico de la composición de los jardines por ella creados, en particular sus "bordes de flores". Sus obras se caracterizaron por los colores radiantes y los golpes de pincel en sus plantaciones. Se sugiere que los esquemas de estilo impresionista se deben al deterioro de su visión, que en gran medida puso fin a su carrera como pintora y acuarelista. En obras como Colour Schemes for the Flower Garden (impreso originalmente en 1908) ella propone el uso del color de las flores de los jardines con paletas "cálidas" y "frías" tal como lo proponían los tratados que utilizaban los artistas desde el siglo XVIII.

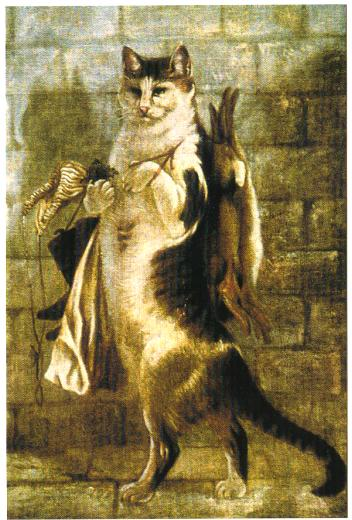
Gertrude Jekyll, El gato con botas; 1869.

Jekyll fue pionera en su profesión en tener en cuenta color, textura y la experiencia en jardines, como guías rectoras en sus diseños, y fue entusiasta de plantas de todos los géneros. Su teoría de cómo diseñar con colores fue influenciada por el pintor J.M.W. Turner y por el impresionismo, además de por la teoría del círculo cromático. Más tarde, Jekyll recogió y contribuyó con numerosas instituciones en Gran Bretaña con el único fin de preservar una gran variedad de plantas. Esta pura pasión por la jardinería se inició en la Escuela de Arte de South Kensington, donde se enamoró del arte creativo de la plantación, y aún más específicamente, de la jardinería.

## Obras
Al momento de su muerte, ya había diseñado más de 400 jardines en Gran Bretaña, Europa y algunos en América del Norte. Jekyll también fue conocida por su fecunda obra. Escribió más de quince libros, que van desde Wood and Garden y su más famoso libro 'Colour in the Flower Garden: memorias de su juventud. Jekyll no quiso limitar su influencia en enseñar prácticas de jardinería, sino para dar un paso más en el estudio de la jardinería y de las plantas mismas. Su preocupación incluyó hasta las plantas mostradas de la mejor manera, incluso al cortarlas para el hogar, llevándola a diseñar su propia línea de floreros de cristal.
Jekyll más tarde regresó a su casa de la infancia en el pueblo de Bramley, Surrey para diseñar un jardín en Snowdenham en Millmead. También se interesó en muebles artesanales tradicionales y artesanías rurales, preocupada por los que estaban desapareciendo. Su texto Old West Surrey, de 1904 registra muchos aspectos de la vida rural del siglo XIX, con más de 300 fotos tomadas por ella.

### Casona Upton Grey Manor

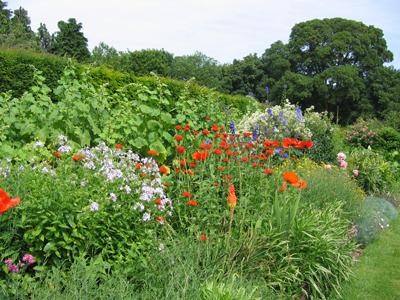
Gertrude Jekyll restauró la larga bordura de la Manor House, Upton Grey, Hampshire, Inglaterra.

El "Jardín Gertrude Jekyll" es un jardín de principios del siglo XX que rodea a la Manor House en Upton Grey, en el condado inglés de Hampshire, y sus coordenadas son 51°13′53″N 1°00′05″O / 51.231275, -1.001501.
En 1907, Gertrude Jekyll dibujó los planes para un jardín de 1,8 ha en la casa solariega en Upton Grey. En ese sitio se elaboró uno de sus más pintorescos jardines. Incluyó muchas características de un típico jardín Jekyll, pero en una escala mucho más pequeña que la mayoría de sus otras comisiones. Al poniente de la casa está el jardín silvestre. Algunas de las posiciones originales de narcisos permanecen al final de ese sitio, tal cual ella diseñó. Al este de la casa se encuentra el jardín formal: allí no hay líneas curvas, Jekyll diseñó un rosal y bordes herbáceos cuyos colores típicos se organizaron en franjas de frío, cálido y nuevamente frío. Alrededor se encuentran los nogales, los huertos y las glorietas. Todo el jardín ha sido fielmente restaurado con las prescripciones de muchos planos y plantas de Jekyll, pues el jardín cayó en desuso y sólo se restauró en 1986. Es visitable sólo con cita previa.
Algunas vistas de las obras de jardinería de Gertrude Jekyll.

Jardines
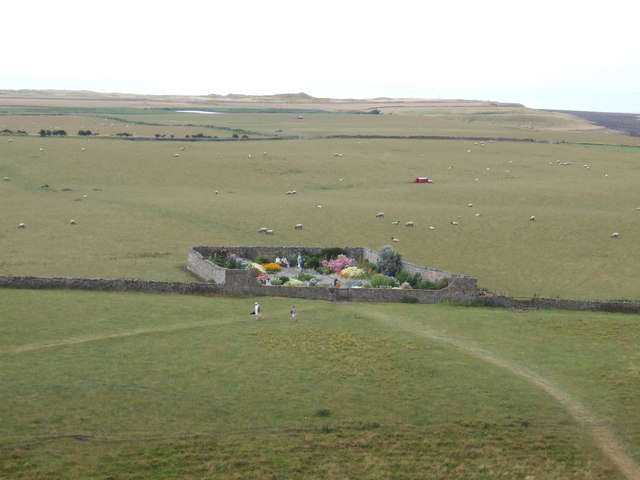
Jardín vallado en Lindisfarne.
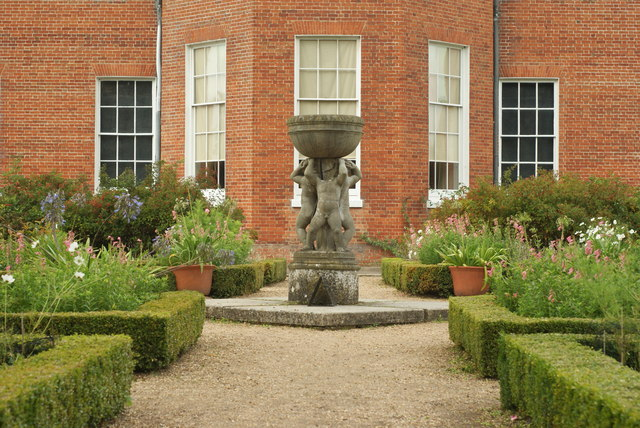
Jardín en el Hatchlands Park, Clandon, Surrey.
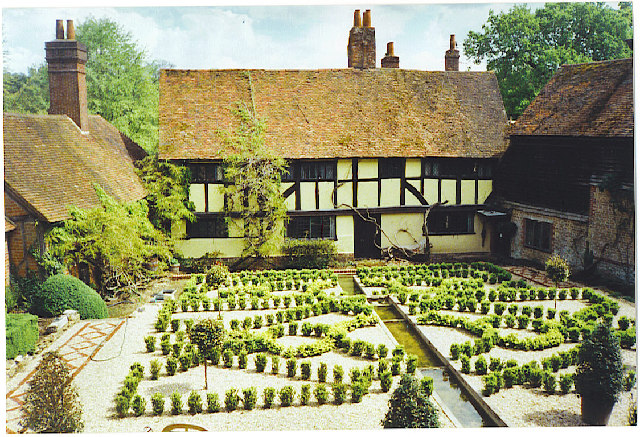
Winkworth Farm.
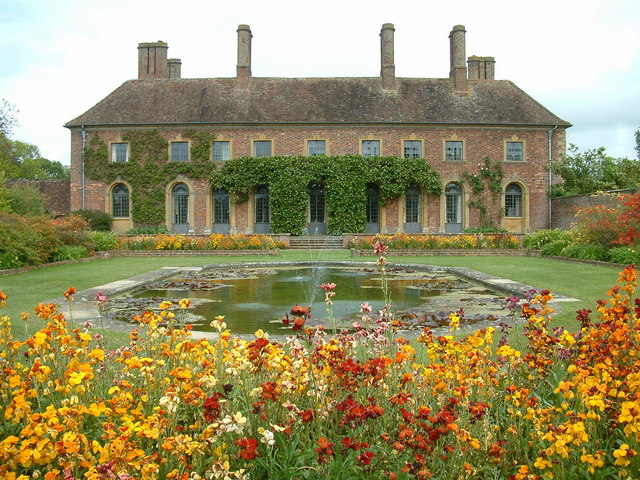
Strode House, Barrington Court desde el jardín.
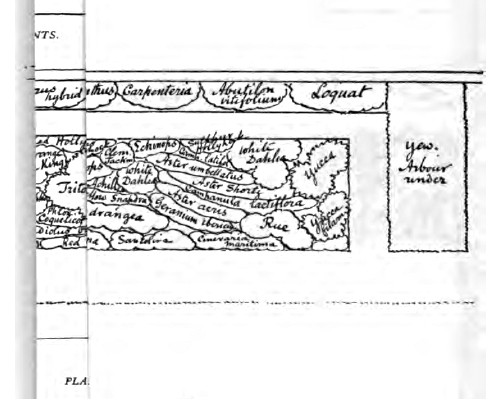
Uno de sus diseños de un jardín de flores.

## Honores

### Galardones
- Medalla Veitch
- Medalla Victoria de Horticultura de la Royal Horticultural Society.[9]

## Deceso
Jekyll falleció el 8 de diciembre de 1932, a los 89 años. Fue sepultada en el cementerio de Busbridge Church, antes conocido como San Juan el Bautista, en Busbridge, Godalming, junto a su hermano y su cuñada, Sir Herbert Jekyll, KCMG y Lady Agnes Jekyll, DBE. El monumento fue un diseño de Sir Edwin Lutyens.

### Adicionales
- judith b. Tankard, michael r. van Valkenburgh, gertrude Jekyll. 1989. Gertrude Jekyll: A Vision of Garden and Wood

- jane Brown, judith b. Tankard, m. Valkenburgh, michael r. van Valkenburgh. 1989. Gertrude Jekyll

- Desmond, Steven (23 de enero de 2010). «Great British Garden-Makers: Gertrude Jekyll». Country Life Magazine. Consultado el 3 de junio de 2012.

- Sinclair, Jill (16 de junio de 2006). «Review: The Unknown Gertrude Jekyll, 'Queen of the mixed border'». The Guardian. Consultado el 3 de junio de 2012.